# 鸦儿崖乡
鸦儿崖乡是中华人民共和国山西省大同市云冈区下辖的一个乡。2021年3月，撤销杏儿沟街道、王村街道、挖金湾街道和雁崖街道，整建制并入鸦儿崖乡。以原杏儿沟街道、原王村街道、原挖金湾街道、原雁崖街道、原鸦儿崖乡的行政区域为鸦儿崖乡的行政区域，乡人民政府驻鸦儿崖村。

## 行政區劃
鸦儿崖乡下辖14个村
鸦儿崖村、常流水村、魏家沟村、马林涧村、乔村、兴胜沟村、双井沟村、盘道村、高驼村、黑流水村、王村、红糜沟村、官窑村和老窑沟村。